# Derecske
Derecske is een plaats (város) en gemeente in het Hongaarse comitaat Hajdú-Bihar. Derecske telt 9297 inwoners (2001).